# ラジウム・ガールズ

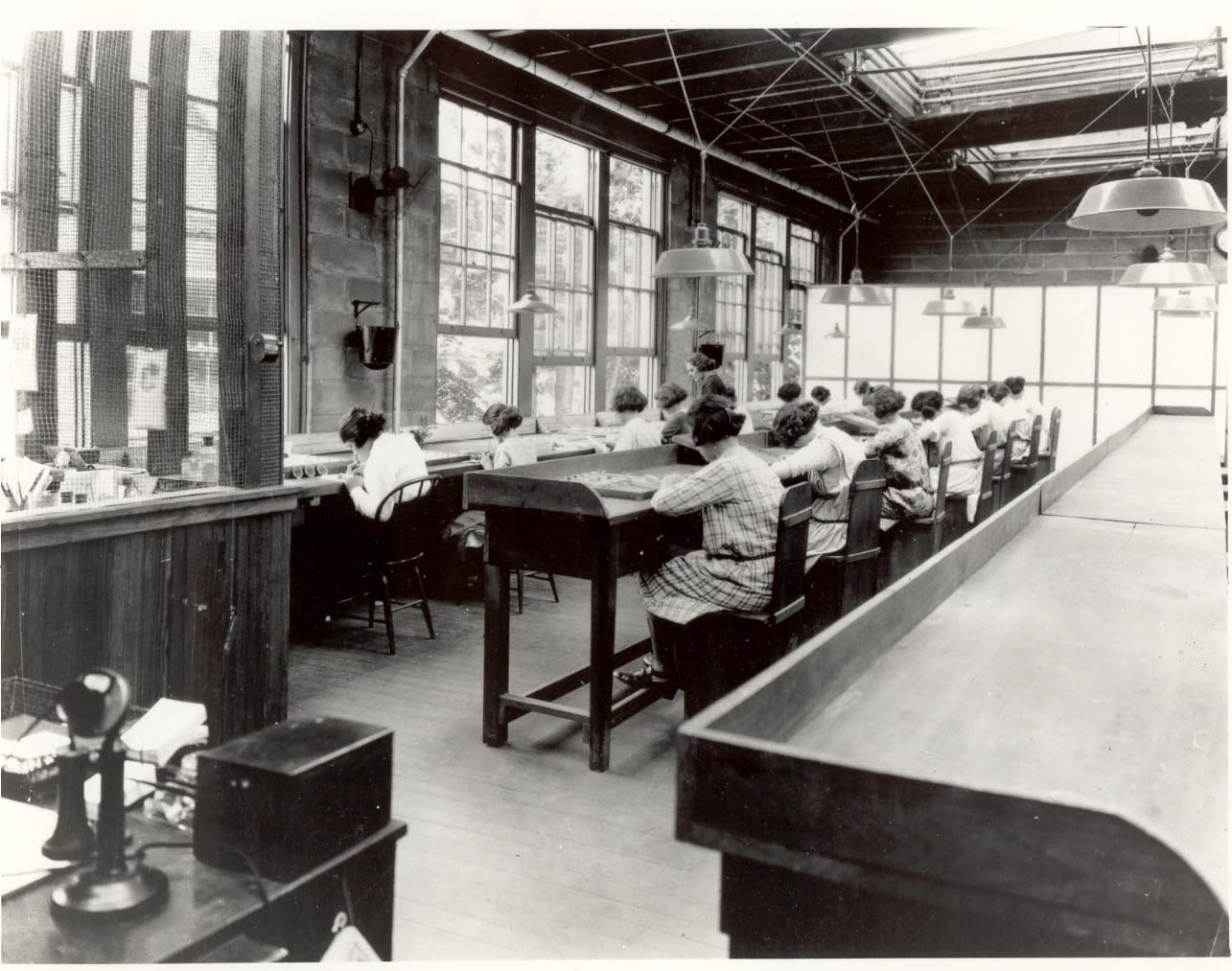
工場で働いているラジウム文字盤塗装者ら

ラジウム・ガールズ（英:Radium Girls）とは、ラジウムを含有する夜光塗料を時計盤に塗る作業に従事した結果、放射線中毒になった女性工場労働者の総称。中毒事件は1917年頃からニュージャージー州オレンジ、1920年代初頭からイリノイ州オタワ、そして1920年代にコネチカット州ウォーターベリーという3つの異なる工場で発生した。
塗装作業を行う工員として、推定4,000人がアメリカやカナダの複数の会社によって雇用された。各工場の工員たちは、塗料は無害であるという（間違った）説明がされていた。さらに、時間と塗料を節約するためにブラシの先を口を使って整えるよう指導がなされており、結果として致死量のラジウムを摂取した。
ニュージャージー州の5人の女性は、職業病に罹った労働者の権利をめぐり、ニュージャージー州の労働災害法に基づいて雇用主を訴えた。当時は2年間の時効があったが、1928年に法廷外で和解が成立した。ラジウム・ダイヤル社の従業員であったイリノイ州の5人の女性は、イリノイ州法に基づいて雇用主を訴え、1938年に損害賠償を勝ち取った。

## 米国ラジウム社

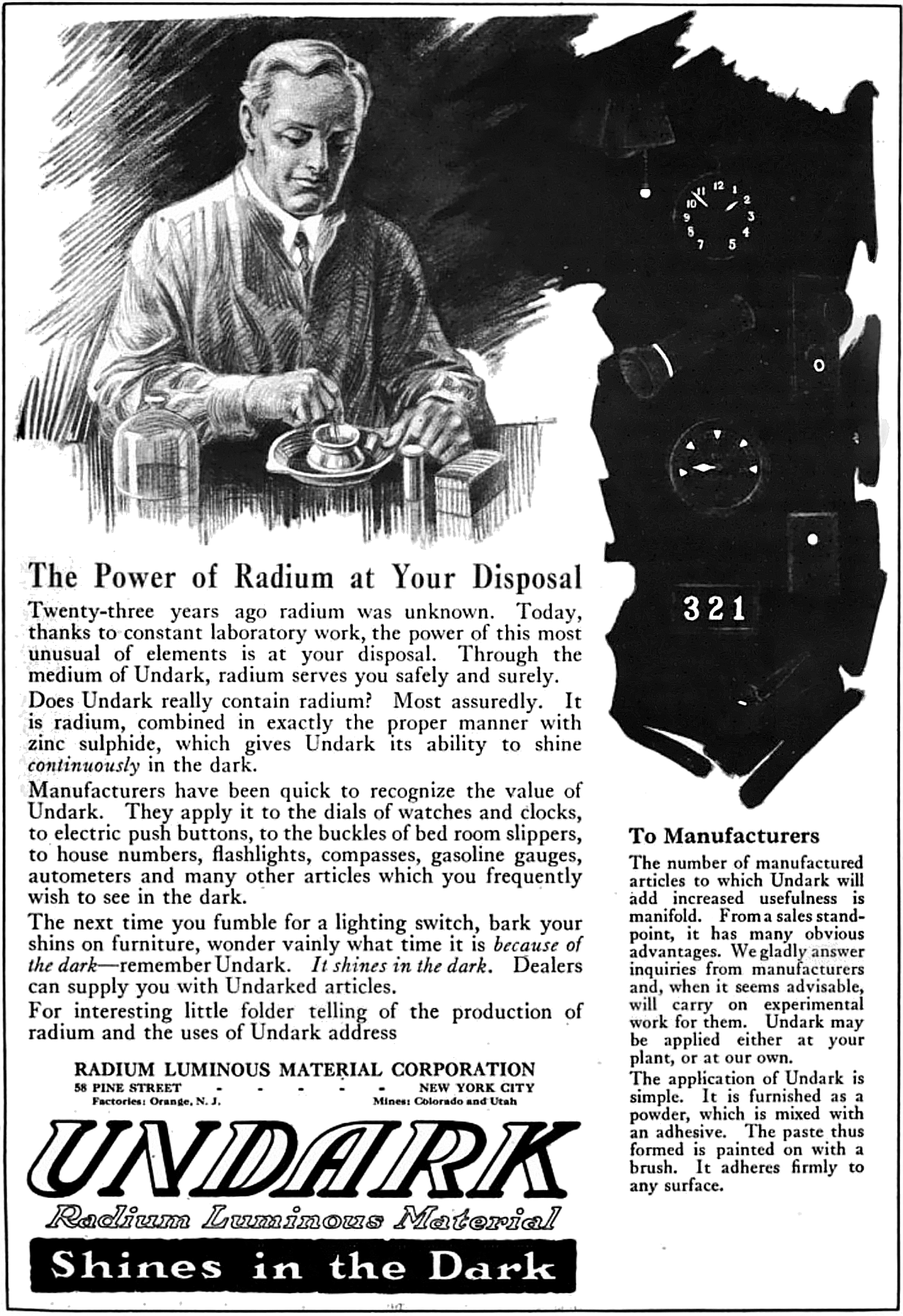
アンダークの1921年の広告

1917年から1926年まで、米国ラジウム社はカルノー石からラジウムを抽出・精製して夜光塗料を製造する事業を行っており、塗料は「アンダーク」("Undark")というブランド名で販売された。原料となる鉱石はコロラド州のパラドックス・バレーやユタ州の他の「アンダーク鉱山」("Undark mines")から採掘されていた。民間軍事会社である米国ラジウム社は、軍用の夜光時計の主要な納入業者だった。ニュージャージー州オレンジにあった同社の工場では、主に女性を中心とした100人以上の労働者を雇用し、ラジウム塗料の危険性を教えないまま塗装作業に従事させていた。
米国ラジウム社はラジウムを取り扱う作業を含む仕事のために約70人の女性を雇ったが、その間も経営者と科学者はラジウムの危険性を認識しており、慎重に被曝を避けていた。ラジウムを取り扱う際、科学者は放射線を遮るための鉛のスクリーン、マスク、トングを使用した。米国ラジウム社は医学界に、ラジウムの損傷作用について述べられた文献を配布していた。このような知識があったにもかかわらず、同時期にラジウムを扱う様々な会社が「少量であればラジウムは健康に良い」として、ラジウムを含む飲料水製造器や、化粧品やバター、牛乳、歯磨き粉等が健康食品として広く市販されているような状況も背景にあり、女工達が扱う程度の塗料であればこれらの「健康食品」同様に健康被害を及ぼさないであろうと安直に思い込まれていた。第一次世界大戦でアメリカは夜光塗料が塗布された軍用時計を大量に製造して軍用機の操縦士や軍用車両の運転手達に支給しており、ラジウムは大戦の戦勝に貢献した夢の物質であると当時は本気で信じられていたのである。第一次大戦に父や兄弟が出征した家庭では、銃後のアメリカ社会に少しでも貢献したいという意志も後押しして多くの女性がラジウム産業の求人に応募した。米国ラジウム社の賃金は当時の一般的な工場労働で得られる平均賃金の3倍以上であり、何よりも労働後に自身の身体や衣服が付着した塗料によって暗闇で明るく光る事もあって若い女性の間では人気の就業先ともなっていた。
結局、被曝による死亡者は1922年から1925年までの間に発生し、その中には同社の科学者のリーダーであるエドウィン・E・レマン (Edwin E. Leman)や多数の女性工員も含まれた。彼らの似通った死亡状況を知り、ニュージャージー州ニューアークの郡内科医だったハリソン・マートランド (Harrison Martland)は調査を始めた。
米国ラジウム社では、工員は塗料を小さなるつぼで混ぜ、ラクダの毛のブラシを使って時計の文字盤に塗る作業を行っていた。1日に250枚の文字盤に塗料を塗った場合、その賃金は1枚の文字盤につき1ペニー半であった (2023年時点の$0.357と同等)。ブラシは数回使うと形が崩れるので、米国ラジウム社の監督者は、工員に「リップ、ディップ、ペイント」("lip, dip, paint")を奨励した。すなわち、唇や舌を使ってブラシを整え、塗料をつけ、再び塗るように勧めたのである。工員にはラジウムの本当の性質は知らされておらず、彼女たちは戯れに塗料を爪や歯、顔に塗ることもあった。 結果として多くの工員が病気になったが、そのうちの何人が放射線被曝によって死亡したかはわかっていない。少なくとも1922年の時点で最初の犠牲者が発生し、後述の訴訟の原告となった者達全員が死亡したのは確かである。後年、『The Radium Girls: The Dark Story Of America's Shining Women』を上梓し、ラジウム・ガールズの実態について調査を行ったケイト・ムーア (Kate Moore)によると、犠牲者の総数は少なくとも112人以上であり、犠牲者のうち最も若かった者は労働従事時点の年齢が11歳であったとしている。
被曝した女性の多くは貧血、骨折、ラジウム顎 (あごの壊死)、骨肉腫などを発症した。また、検査の際に使用されたX線撮影機によって工員の病状はさらに悪化したと考えられ、少なくとも一つの検査は、会社側によるデマの発信活動の一環として行われたことが判明している。米国ラジウム社やその他の文字盤製造会社は、労働者がラジウムによって被曝したとは認めなかった。これらの会社からの要求を受け、医師や歯科医師、調査者はデータを非公開にした。また、労働者たちの死亡は、当時蔓延していた梅毒など別の原因によるものとされた。ラジウムは人体の中ではカルシウムと類似した振る舞いを行い、骨に沈着する性質があった。この作用により被曝の開始から発病まで平均して5年前後掛かる傾向があった事も、因果関係の立証を一層困難なものとした。
1928年11月、ラジウム文字盤塗装の発明者であるサビン・アーノルド・フォン・ソチョッキー博士 (Dr. Sabin Arnold von Sochocky)が放射線障害のため死亡し、ラジウム塗料による16人目の死亡者となった。博士の場合は顎ではなく両手に障害が生じていたが、結果としてラジウムによる放射線で死んだことにより、労働者たちは裁判においての立場が有利となった。

## ラジウム・ダイヤル社
ラジウム・ダイヤル社は1917年に設立され、1920年にイリノイ州ペルーに移転した後、1922年にさらにイリノイ州オタワに移転した。米国ラジウム社と同様に、この会社の主要事業は時計の文字盤の塗装であり、イリノイ州ペルーのウエストクロックス社が最大の顧客だった。オタワで塗装された文字盤は、ウエストクロックス社の人気商品だった「ビッグ・ベン」「リトル・ベン」という名の目覚まし時計や、旅行用時計に使用された。また、米国ラジウム社と同じく若い女性を工員として雇い、米国ラジウム社の工場やウォーターベリーの工場と同様に「リップ、ディップ、ペイント」の手法を塗装の際用いていた。ラジウム・ダイヤル社の社長であったジョセフ・ケリーが会社から解雇されたのち、ケリーは競合会社のルミナス・プロセス社を設立したが、他の企業同様のやり方、条件で女性を雇用していた。
ラジウム・ダイヤル社の労働者たちは、1926～1927年にラジウム中毒の兆候があらわれ始めたが、ニュージャージー州で起きていた裁判のことはまだ知らなかった。ラジウム・ダイヤル社の経営者は、ラジウム塗料の毒性を測る身体検査やその他の検査の実施を許可したが、その結果を労働者たちに伝えることはなかった。ラクダ毛ブラシの使用中止が試みられたこともあり、経営者はガラスペンを導入したが、工員たちは効率が落ちることに気がついた。工員は出来高制で働いていたため、再び効率の良いブラシを使用するようになった。ニュージャージー州の訴訟について地元の新聞が取り上げた際、彼女たちは雇用主から、ラジウムは安全であり、ニュージャージー州の労働者たちはウイルス感染の兆候を示していたのだと説明されたため、そのまま働き続けることとなった。
2015年、ラジウム・ダイヤル社の当時の女性労働者の最後の生き残りであるとされるメイベル・ウィリアムスが104歳で死去した。ウィリアムスは幸運にもラジウムによる放射線障害を発症せずに天命を全うしたが、彼女自身は夜通し自身の髪で光り続けるラジウム塗料を気味悪く感じた事もあり、労働中に筆先を口で咥える事は一切しなかった事が幸いしたのだろうと振り返っていたという。

## 社会的影響

### 訴訟
ニュージャージー州でのこのような労働者の酷使は、その後に続いた同様の訴訟がメディアによって大々的に報じられるきっかけとなったという点で特別な意味を持っている。工場労働者グレース・フライヤーは訴訟を起こすことを決めたが、米国ラジウム社との訴訟を引き受けてくれるような弁護士を見つけるまでに2年かかった。彼女が弁護士を見つけたあとも、裁判所は裁判を数ヶ月にわたって先送りにした。彼女たちが初めて出廷したのは1928年1月のことで、2人の女性は寝たきりとなっており、宣誓するために腕を挙げることもできなかった。フライヤーに続き4人の女性労働者が訴訟に加わり、この5人はラジウム・ガールズと呼称されるようになった。この訴訟とそれを報じるメディアの喧伝により判例が確立され、「証明可能な苦しみ」("provable suffering")をベースラインとする労働安全基準規則が成立することになった。
イリノイ州の労働者たちは、1927年には医療費や歯科治療費の補償を求めていたが、これは経営者に拒否されていた。ラジウムによる放射線障害のため死に瀕していた元従業員たちは、裁判に先立ってイリノイ産業委員会 (Illinois Industrial Commission, IIC)が設立された1930年代半ばまで請求し続けた。1937年、5人の女性たちは彼女たちの代理人となるであろう弁護士を見つけたが、その頃には既にラジウム・ダイヤル社は業務を停止し、ニューヨーク州に移転していた。同社はIICに対して、従業員たちが起こした裁判で争うための費用を賄う保険がないことを明かし、1万ドルを預けていた。1938年の春、IICは女性たちに勝訴の判決を下した。ラジウム・ダイヤル社の弁護士はその評決を覆すべく上訴したが、委員会は再び彼女たちに有利な判決をした。同社は何度も上訴したが、1939年10月23日、最高裁判所は上告を受理せず下級裁の判決を支持した。結局、同社が賠償金を支払うことを余儀なくされるまで、労働者たちは計8回勝訴することとなった。

### 法律への影響
ラジウム・ガールズの物語は、保健物理学の分野と労働運動の双方の歴史において重要な位置を占めている。労働者を酷使したことに起因する損害の賠償を請求するために、企業に対して労働者が訴訟を起こす権利は、この事例によって確立された。結果として、その後数十年にわたり労働安全基準は明確に向上した。
ラジウム・ガールズの事件は陪審によって評議される前の1928年秋に示談となった。彼女たちそれぞれに対し10000ドル (2023年時点の$177,000と同等)、600ドル (2023年時点の$10,600と同等)の年金、生きている限り週12ドル (2023年時点の$200と同等)の賠償金、および医療費と訴訟費用が会社によって支払われることが決定された。
この訴訟と報道は、職業病に関する労働法が制定されるきっかけとなった。とりわけ、米国中でラジウムを含む夜光塗料を塗布する作業に実際に従事していた労働者の間では、すぐさま労働環境の改善に関する経営側との労使交渉が持たれる火種となり、暴動寸前の激しい労使対立が起きる例もあった事が証言されている。結局これ以降、ラジウム文字盤の塗装工は適切な安全対策を指導され、防具も支給された。特に、ブラシを整えるために口を使うことはなくなり、ラジウムを経口摂取したり吸入することは避けられるようになった。なお、ラジウム含有の夜光塗料は、1960年代(米国では1968年)まで文字盤塗装に使用された。
米国では、ラジウム・ガールズ達の犠牲が切っ掛けとなり、1949年に全米への労働災害補償 (アメリカ合衆国)の波及や、最終的に1971年に労働安全衛生局 (アメリカ合衆国)の設立へと繋がり、その後の年間当たりの労働災害件数を実際に大きく減少させる成果に繋がったと見なされている。

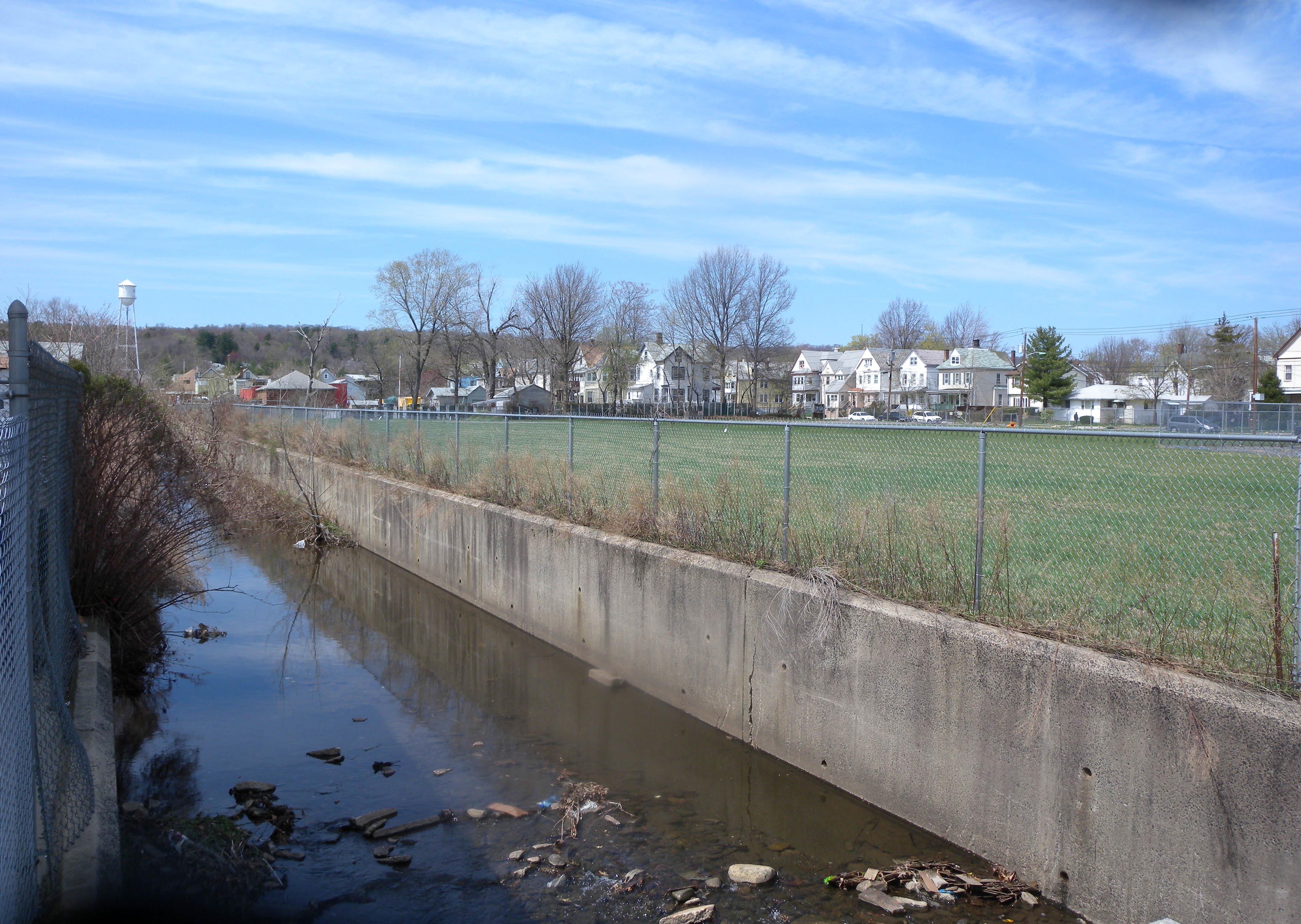
工場の跡地

### 科学への影響
1933年、ロブリー・D・エヴァンズ (en) は元工員の呼気中のラドンと排泄物中のラジウムを初めて測定した。彼はマサチューセッツ工科大学で、27人の工員から信頼に足る測定値を集めた。このデータに基づき、1941年、国立標準局は0.1マイクロキュリー (3.7 キロベクレル)というラジウムの許容水準を定めた。
皮肉な事に、ラジウム・ガールズ達の犠牲はマンハッタン計画における科学者や労働者達の厳格な安全基準の制定にも一定の寄与があった。実際に、グレン・シーボーグらマンハッタン計画の中心人物が、日記や回想録の中でラジウム・ガールズの事例について言及しており、彼女達の存在が米国の核産業従事者の多くの命を救ったと総括しているという。
1968年、人体放射線生物学センターがアルゴンヌ国立研究所に設立された。センターの主な目的は、生存する工員に医療検査を提供することだった。このプロジェクトは、情報の収集と工員から組織サンプルを採取することも目的としていた。1993年にプロジェクトが終了するまでに、2,403件の詳細なデータが集まり、ラジウムが人体に与える影響に関する書籍の出版につながった。この書籍では、ラジウム228への曝露はラジウム226への曝露よりも健康に有害であり、より骨のがんの因子となりやすいと提言されている。これはラジウム226が壊変して生じるラドン222よりも、ラジウム228が壊変して生じるラドン220の方が半減期が短く、より高い線量のα線を骨へと放出するためである。また、このようなラジウムとその娘核種による内部被曝は、他の様々ながんを引き起こすとも考えられる。この書籍は、ラジウム文字盤の塗装工、ラジウム含有の医療製品によって被曝した人々、また、ラジウムによって被曝したその他の人々のデータに基づいて執筆された。

### 芸術作品への影響
- ノンフィクション書籍 "The Radium Girls"（ケイト・ムーア (Kate Moore)、イギリス発売、2016年、ISBN 1471153878）では、ニュージャージーとイリノイの女性らの視点からこの事件が語られている。
- 詩 "Radium Girls"（エレノア・スワンソン (Eleanor Swanson)、『A Thousand Bonds: Marie Curie and the Discovery of Radium』（2003年、ISBN 0-9671810-7-0）所収）
- 劇 "Radium Girls"（D. W. グレゴリー）では工員のグレース・フライヤーが描かれた。同作はニュージャージー州マディソンのプレーライト・シアターで2000年にプレミア上演されている。
- 長編小説『ジェイルバード』（カート・ヴォネガット、1979年、ISBN 0-385-33390-0）はこの事件に直接的に触れている。
- 詩 "The Innocence of Radium"（ラヴィニア・グリーンロー (Lavinia Greenlaw)、Night Photograph、1994年）はこの事件を主題としている。
- 書籍 "Radium Girls: Women and Industrial Health Reform, 1910–1935"（クローディア・クラーク  (Claudia Clark)、1997年刊）において、歴史家の筆者はこの事件の詳細とその歴史的意義を述べている。
- 書籍 "Deadly Glow: The Radium Dial Worker Tragedy"は、諸事件の多くを記述している（ロス・ムルナー (Ross Mullner)、1999年、ISBN 0-87553-245-4）。
- 短編アニメ映画 "Glow"（ジョー・ローレンス (Jo Lawrence)）
- 映画 "Pu-239" (2006年)
- 短編物語 "It's Time" (マイケル・A・マートン (Michael A. Martone))では、ひとりの無名のラジウム・ガールの視点から語られている。
- 長編小説『Radium Halos: A Novel About the Radium Dial Painters』（シェリー・スタウト (Shelley Stout)、2009年、ISBN 978-1448696222）は、16歳のとき工場で働いていた65歳の精神病者を語り手として設定する歴史小説である。
- 著者デボラ・ブラム (Deborah Blum)は、2010年の書籍『The Poisoner's Handbook: Murder and the Birth of Forensic Medicine in Jazz Age New York』で、事件に言及した。
- 『American Experience』のエピソード「"The Poisoner's Handbook"」では、この事件がデボラ・ブラムの書籍に基づき語られている。
- ロバート R. ジョンソン(Robert R. Johnson)は、著書『Romancing the Atom』でラジウム・ガールズに関する話を特集している。(ISBN 978-0313392795)[21]
- ウェブサイト『The Case of the Living Dead Women』では、イリノイ州オタワのラジウム・ダイヤル社の訴訟に関する新聞の切り抜きの180ページのスキャンが紹介されている[22]。
- 歌 "Radium Girls" (2017年）において、メルボルンのバンド、ジ・オーブウィーヴァーズ (The Orbweavers)はこの事件に触れている。
- 長編小説『Glow』（メガン・E・ブライアント(Megan E. Bryant)、ISBN 978-080752963-8）ではヤング・アダルト層向けに事件が翻案されている[23]。